# Langa (Lettonie)
Pour les articles homonymes, voir Langa.
La Langa est un cours d'eau, un affluent du Ķīšezers s'écoulant à Riga et Ādaži en Lettonie,,.

## Présentation
Avant que le canal Mīlgrāvis ne soit creusé au XIIIe siècle, la Langa drainait les eaux du lac Kīšezers vers Gauja, la rivière se jetait dans le Gauja à la fin du XVIIIe siècle. 
Le débit d'eau est désormais inversé. L'ancien lit de la rivière à deux endroits, à l'ouest de Carnikava et à l'ouest de Garciems, est rempli de dunes mouvantes. 
La partie de la rivière entre Garciems (lv) et Carnikava (lv) (également appelée Garupi) collecte les eaux des polders environnants et se jette à la mer par le canal d'Eimur. 
La section de Vecupe au nord-est du canal d'Eimur est appelée Veclanga, tout comme la courte section la rivière qui s'étend vers le nord depuis le côté ouest de Garciems jusqu'au canal d'Eimur. 
La partie remplissant la fonction de rivière commence dans le polder d'Eimur, à travers lequel le canal Langa est parfois aussi appelé Langa sur les cartes et se jette dans le Ķīšezers près de Trīsciems. 
Le niveau de l'eau de la rivière est généralement inférieur au niveau de la mer. En période d'étiage, la rivière stagne. En rafales de vent, elle peut s'écouler dans la direction opposée, depuis le Ķīšezers.
Les plus grandes localités en bordure de la Langa sont Kalngale, Garciems et Garupe. 
La rivière est traversée par la route régionale  et par la ligne de Zemitāni à Skulte.

## Galerie

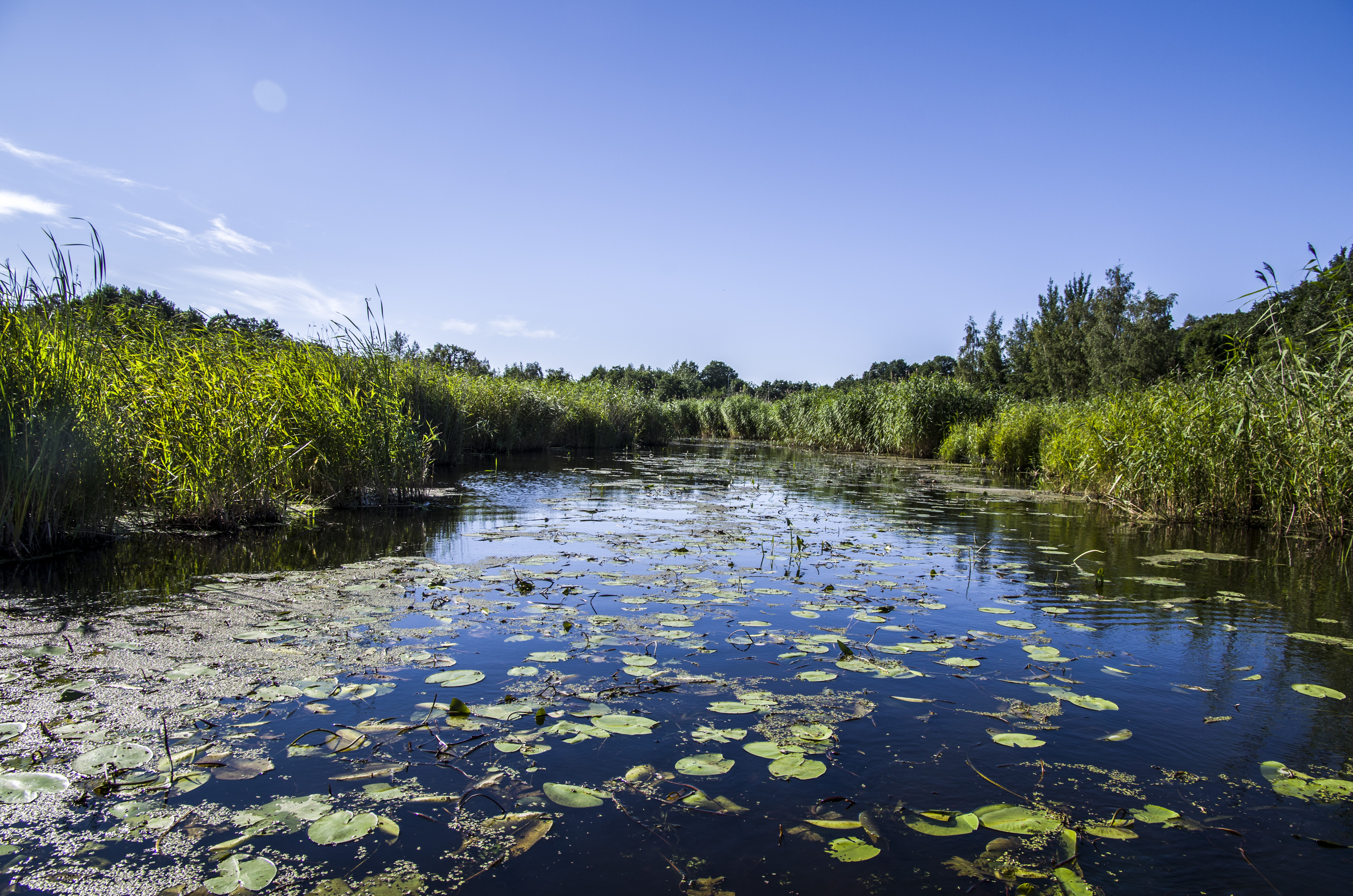
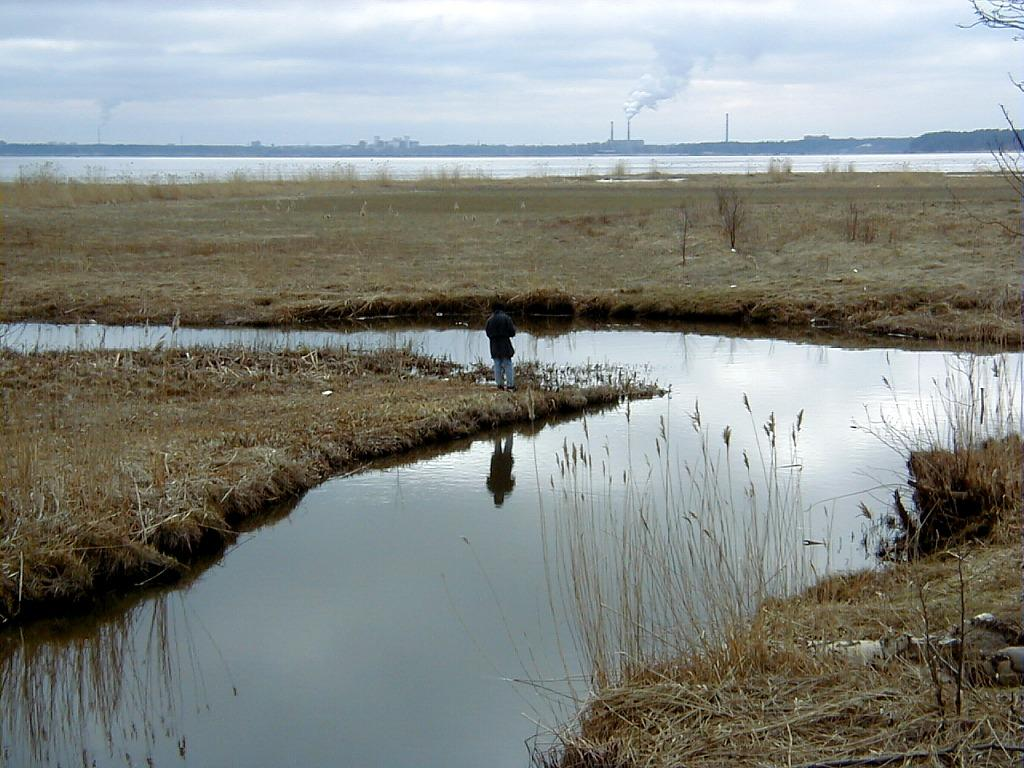
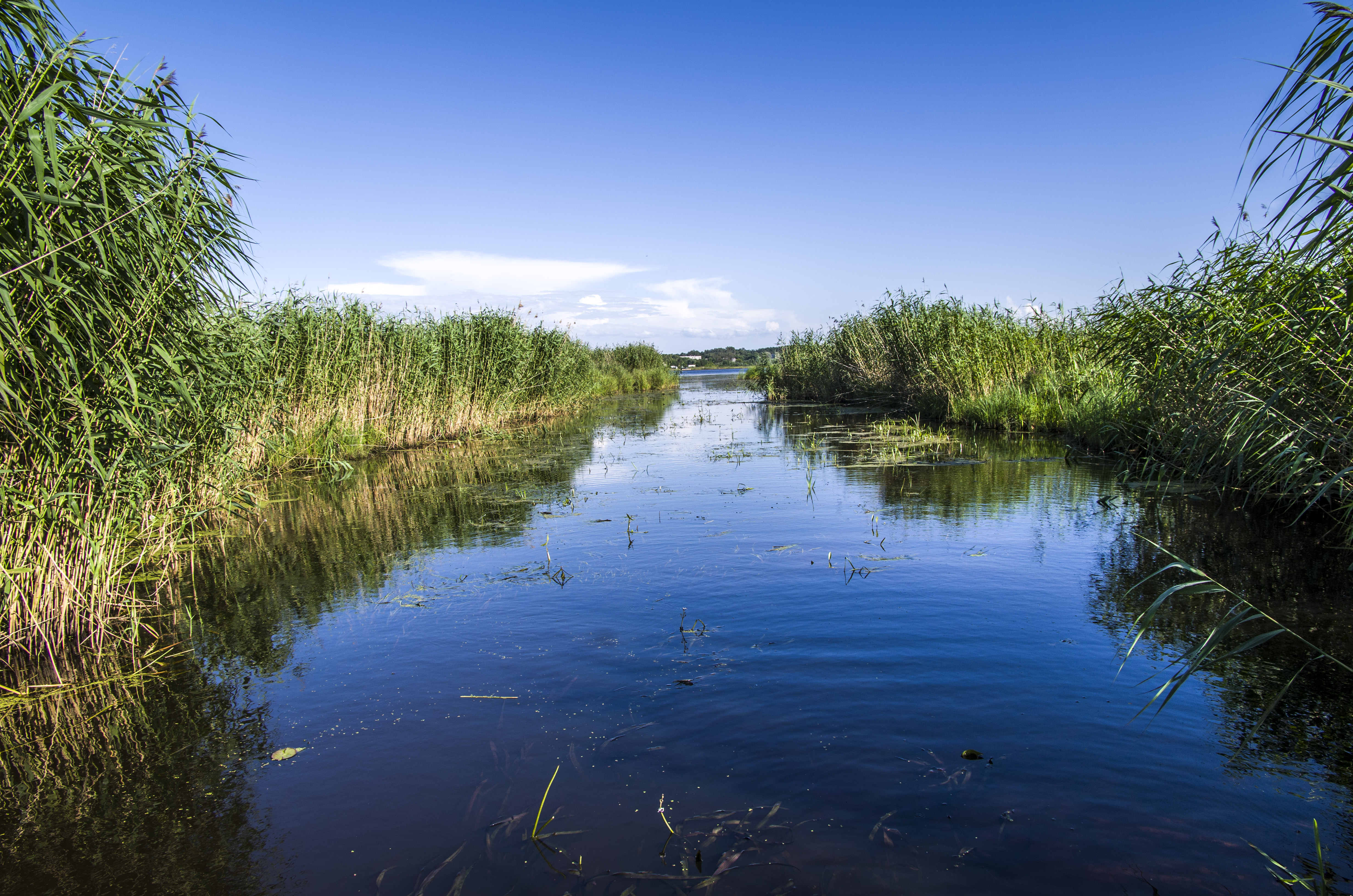